# Bruno Coppi
Bruno Coppi OMRI (né le 19 novembre 1935 à Gonzaga, Lombardie, Italie) est un physicien italo-américain spécialisé dans la physique des plasmas.

## Biographie
En 1959, Coppi obtient un doctorat italien à l'École polytechnique de Milan et est ensuite professeur et chercheur à l'Institut polytechnique et à l'Université de Milan. En 1961, il est chercheur au Laboratoire de physique des plasmas de Princeton. De 1964 à 1967, il est professeur assistant à l'Université de Californie à San Diego, de 1967 à 1969 à l'Institute for Advanced Study, et à partir de 1968 professeur au Massachusetts Institute of Technology. Dans les années 1980, Coppi est membre de l'équipe scientifique de la sonde spatiale Voyager 2.
Coppi travaille sur la physique théorique des plasmas, les plasmas spatiaux et la fusion magnétique. Au MIT, il lance le programme Alcator, qui conduit au programme russo-américain Ignitor, qui vise à construire près de Moscou un réacteur à fusion avec Coppi comme chercheur principal du projet. En outre, Coppi joue un rôle de premier plan dans le programme Frascati Torus en Italie.
En 1987, Coppi reçoit le prix James Clerk Maxwell pour la physique des plasmas ainsi que le prix d'excellence en physique des plasmas de la Société américaine de physique. Il est membre de l'Académie américaine des arts et des sciences (depuis 1976), de l'Association américaine pour l'avancement des sciences, de l'Académie nationale virgilienne et membre de l'American Physical Society. Il reçoit le prix américain Dante Alighieri, le prix scientifique du gouvernement italien, le prix scientifique et technologique d'Italgas et la médaille d'or de l'Institut polytechnique de Milan.
En 2000, il est fait chevalier Grand Officier de l'Ordre du Mérite de la République italienne.
En 2016, Coppi remporte le prix international Antonio Feltrinelli de chimie et de physique de l'Académie des Lyncéens.